# Município Gonguembo
Município Gonguembo är en kommun i Angola.   Den ligger i provinsen Cuanza Norte, i den nordvästra delen av landet, 180 km öster om huvudstaden Luanda.
I omgivningarna runt Município Gonguembo växer huvudsakligen savannskog. Runt Município Gonguembo är det ganska glesbefolkat, med 23 invånare per kvadratkilometer.